# 美國國稅局大樓
美国国税局大楼（英語：Internal Revenue Service Building）是一个联邦建筑，为美国国税局总部。它位于华盛顿哥伦比亚特区西北区12街和宾夕法尼亚大道路口，属于联邦三角。該樓由路易·西蒙设计，建于1928-1936年。
该建筑在1966年由美国国会列入宾夕法尼亚大道国家古迹，随后又列入国家史迹名录。